# Венгровский уезд
Венгровский уезд — административная единица в составе Седлецкой губернии Российской империи, существовавшая c 1867 года по 1919 год. Административный центр — город Венгров.

## История
Уезд образован в 1867 году в составе Седлецкой губернии Российской империи. В 1919 году преобразован в Венгрувский повят Люблинского воеводства Польши.

## Население
По переписи 1897 года население уезда составляло 72 476 человек, в том числе в городе Венгров — 8268 жит.

### Национальный состав
Национальный состав по переписи 1897 года:
- поляки — 61 306 чел. (84,6 %),
- евреи — 8980 чел. (12,4 %),
- немцы — 1794 чел. (2,5 %),

## Административное деление
В 1913 году в состав уезда входило 15 гмин: 
| - Борже — д. Рогушин, - Вышков — д. Вышков, - Грембков — д. Грембков, - Корытница — д. Корытница, - Лохов — д. Каменка, - Медзна — пос. Медзна, - Оссовно — д. Вержбно, - Простынь — д. Простынь, | - Рухна — д. Рухна, - Садовно — д. Садовно, - Синоленка — д. Боиме, - Старовес — д. Боржихи, - Сточек — д. Сточек, - Чарноглов — д. Висьнев, - Ячев — д. Железов. |